# Sapphire (album)
Pour les articles homonymes, voir Sapphire.
Albums de Wink
Queen of Love
(1991) Diamond Box
(1991)
Singles
Sapphire est le 7e album original du duo japonais Wink, sorti en 1991.

## Présentation
L'album sort le 25 novembre 1991 au Japon sous le label Polystar, cinq mois après le précédent. Il atteint la 7e place de l'Oricon, et reste classé pendant quatre semaines.
Deux des chansons de l'album, Haitoku no Scenario et Jyūnigatsu no Orihime, étaient déjà parues sur le single Haitoku no Scenario sorti le mois précédent. Quatre autres chansons sont interprétées en solo : Get My Love et Tears par Shoko Aida (alias KEIKO comme auteur), et Seinaru Yoru ni Karenai et Honno Chisa na Yuuki par Sachiko Suzuki (alias Miyoko.A).
Quelques titres de l'album sont des reprises de chansons occidentales adaptées en japonais : 
- Ano Yoru e Kaeritai ~Step Back In Time~ est une reprise de la chanson Step Back In Time de Kylie Minogue sortie en single en 1990 ;
- Anya no Toubōsha ~All Night Long~ est une reprise de Touch Me (All Night Long) sortie en single par Wish (avec Fona Rae) en 1984 puis Cathy Dennis en 1991.
- Seikimatsu mo Heiki ~Do You Wanna Dance~ est une reprise de la chanson Do You Wanna Dance? sortie en single par Bobby Freeman en 1958 puis par The Beach Boys en 1965, aussi reprise par John Lennon et The Ramones.
- Jyuunigatsu no Orihime est une reprise de la chanson My World de la chanteuse Zoe Heywood parue en album en 1987.

## Liste des titres
| 1.  | Ano Yoru e Kaeritai ~Step Back In Time~ (あの夜へ帰りたい...) | Stock Aitken Waterman             | 4:35 |
| 2.  | Big Game (BIG GAME)                                           | Rui Serizawa / Masaya Ozeki       | 4:02 |
| 3.  | Anya no Toubōsha ~All Night Long~ (闇夜の逃亡者...)           | Patrick Adams, Gregory Carmichael | 4:15 |
| 4.  | Seinaru Yoru ni Karenai (聖なる夜に帰れない)                  | Yako Morimoto / Junko Hirotani    | 4:55 |
| 5.  | Seikimatsu mo Heiki ~Do You Wanna Dance~ (世紀末も平気...)    | Bobby Freeman                     | 4:22 |
| 6.  | Honno Chisa na Yūki (ほんの小さな勇気)                        | Miyoko.A / Masaya Ozeki           | 5:02 |
| 7.  | Get My Love                                                   | Rui Serizawa / KE-Y               | 4:52 |
| 8.  | Jyūnigatsu no Orihime (12月の織姫)                            | Roxanne Seeman, Billie Hughes,    | 4:47 |
| 9.  | Tears                                                         | Neko Oikawa / KEIKO               | 5:01 |
| 10. | Haitoku no Scenario (背徳のシナリオ)                          | Neko Oikawa / Kudo Takashi        | 4:41 |

Notes
1. ↑  Arrangements de Satoshi Kadokura
2. ↑  paroles japonaises de Hiroko Ezaki
3. 1 2  paroles japonaises de Neko Oikawa
4. ↑  paroles japonaises de Yako Morimoto
5. ↑  https://www.ascap.com/repertory#/ace/search/title/my%20world/writer/seeman?at=false&searchFilter=SVW&page=1